# Nicolas Courally
Nicolas Courally, né le 14 février 1981 à Pontoise (France), est un joueur professionnel français de hockey sur glace qui évolue au poste de défenseur ou d'attaquant, devenu entraineur,.

## Carrière
Il est formé à Cergy-Pontoise, où il débute en Nationale 1 au cours de la saison 1998-1999. Il joue en équipe de France cadets en 1998-1999 et en juniors en 2000-2001.
En 2001, il s'engage avec Anglet, qui joue alors en Élite. En 2007, alors que le club est rétrogradé en Division 3 pour des raisons financières, il s'installe à Bordeaux, en Division 1.
Le 24 février 2012, souffrant d'une blessure au genou, il annonce son retrait.

## Statistiques
Pour la signification des abréviations, voir Statistiques du hockey sur glace

### Statistiques en club
| Saison    | Équipe                   | Ligue        |    | Saison régulière | Saison régulière | Saison régulière | Saison régulière | Saison régulière |   | Séries éliminatoires | Séries éliminatoires | Séries éliminatoires | Séries éliminatoires | Séries éliminatoires |
| Saison    | Équipe                   | Ligue        | PJ | B                | A                | Pts              | Pun              | PJ               | B | A                    | Pts                  | Pun                  |                      |                      |
| 1998-1999 | Jokers de Cergy-Pontoise | Nationale 1  |    | 15               | 11               | 26               |                  |                  |   |                      |                      |                      |                      |                      |
| 1999-2000 | Jokers de Cergy-Pontoise | Nationale 1  |    |                  |                  |                  |                  |                  |   |                      |                      |                      |                      |                      |
| 2000-2001 | Jokers de Cergy-Pontoise | Nationale 1  | 18 | 3                | 3                | 6                | 80               |                  |   |                      |                      |                      |                      |                      |
| 2001-2002 | Orques d'Anglet          | Élite        | 36 | 1                | 4                | 5                |                  |                  |   |                      |                      |                      |                      |                      |
| 2002-2003 | Orques d'Anglet          | Super 16     | 36 | 1                | 4                | 5                |                  |                  |   |                      |                      |                      |                      |                      |
| 2003-2004 | Orques d'Anglet          | Super 16     | 22 | 1                | 5                | 6                | 8                | 9                | 0 | 1                    | 1                    | 4                    |                      |                      |
| 2004-2005 | Orques d'Anglet          | Ligue Magnus | 26 | 6                | 3                | 9                | 24               | 9                | 2 | 6                    | 8                    | 0                    |                      |                      |
| 2005-2006 | Orques d'Anglet          | Ligue Magnus | 27 | 8                | 9                | 17               | 4                | 2                | 0 | 0                    | 0                    | 0                    |                      |                      |
| 2006-2007 | Orques d'Anglet          | Ligue Magnus | 19 | 1                | 9                | 10               | 8                | 3                | 1 | 2                    | 3                    | 4                    |                      |                      |
| 2007-2008 | Boxers de Bordeaux       | Division 1   | 24 | 10               | 18               | 28               | 44               | 2                | 0 | 0                    | 0                    | 4                    |                      |                      |
| 2008-2009 | Boxers de Bordeaux       | Division 1   | 22 | 6                | 13               | 19               | 4                | 2                | 1 | 1                    | 2                    | 2                    |                      |                      |
| 2009-2010 | Boxers de Bordeaux       | Division 1   | 19 | 7                | 7                | 14               | 22               | 2                | 0 | 1                    | 1                    | 4                    |                      |                      |
| 2010-2011 | Boxers de Bordeaux       | Division 1   | 26 | 3                | 6                | 9                | 16               | 6                | 0 | 0                    | 0                    | 4                    |                      |                      |
| 2011-2012 | Boxers de Bordeaux       | Division 1   | 16 | 1                | 6                | 7                | 33               |                  |   |                      |                      |                      |                      |                      |

### Statistiques en équipe nationale
| Année | Équipe | Compétition                                     |   | PJ | B | A | Pts | Pun |  | Résultats |
| 1999  | France | Championnat du monde moins de 18 ans - Groupe B | 5 | 0  | 2 | 2 | 2   | 6e  |  |           |
| 2000  | France | Championnat du monde junior - Division 1        | 5 | 0  | 1 | 1 | 0   | 3e  |  |           |

## Palmarès
2002-2003 : Finaliste de la Coupe de France

2007-2008 : Demi-finaliste du championnat de France de Division 1

2008-2009 : Quart de finaliste du championnat de France de Division 1

2009-2010 : Quart de finaliste du championnat de France de Division 1

2010-2011 : Demi-finaliste du championnat de France de Division 1